# King Edward VII Bridge
Die King Edward VII Bridge, bei Eisenbahnern kurz KEB genannt, ist eine Eisenbahnbrücke der East Coast Main Line im Nordosten Englands. Sie verbindet Newcastle upon Tyne über den Fluss Tyne mit Gateshead. Das Bauwerk wurde von der North Eastern Railway (NER) errichtet und am 10. Juli 1906 von König Edward VII. zusammen mit Königin Alexandra feierlich eröffnet, obwohl sie zu diesem Zeitpunkt noch nicht vollständig fertiggestellt war. Die unter Denkmalschutz stehende Brücke wird oft als Großbritanniens letzte große Eisenbahnbrücke bezeichnet.

## Geschichte
Vor dem Bau der King Edward VII Bridge war der Bahnhof Newcastle Central ein Kopfbahnhof, der nur über die High Level Bridge erreichbar war. Um den Betriebsablauf zu vereinfachen und die High Level Bridge zu entlasten, wurde der Newcastle Central zu einem Durchgangsbahnhof erweitert und die südliche Zufahrt über die King Edward VII Bridge geführt.
Die Brücke wurde von North Eastern Railway (NER) gebaut, der Entwurf stammte von Charles A. Harrison, dem Oberbauingenieur der Bahngesellschaft. Die Bauarbeiten wurden von der Cleveland Bridge & Engineering Co. ausgeführt. Sie begannen im Juli 1902. Die Fundamente der Pfeiler wurden mit Senkkästen gebaut. Die Brückenträger wurden vor Ort auf Lehrgerüsten montiert. Die Flussfelder wurden nacheinander errichtet, wobei jeweils die Hälfte der Flussbreite für den Verkehr gesperrt werden musste. Eine Seilbahn über den Fluss wurde zum Transport der Baumaterialien verwendet. Für die Belastungsprobe wurden zehn Lokomotiven verwendet. Die Brücke wurde am 10. Juli 1906 von König Edward VII. eröffnet, aber erst am 1. Oktober in Betrieb genommen.
Die Elektrifizierung der East Coast Main Line erfolgte schrittweise im Zeitraum von 1976 bis 1991. In diesem Zusammenhang wurde die King Edward VII Bridge 1990 mit der Oberleitung versehen. Im August 1994 wurde die Brücke als Bauwerk von nationaler Bedeutung in die Statutory List of Buildings of Special Architectural or Historic Interest aufgenommen.

## Bauwerk
Die Brücke befindet sich etwa 700 Meter südwestlich der High Level Bridge. Sie besteht aus vier Fachwerkträgern mit oben liegender Fahrbahn, die auf Mauerwerkpfeilern ruhen. Die beiden mittleren Träger haben eine Stützweite von 91,4 Metern, der Endträger im Süden eine von 58,2 Metern und der Endträger im Norden eine von 70,4 Metern. Die drei Flusspfeiler ruhen mit ihren Betonfundamenten auf Felsgestein, das bis zu 21 Meter unter der Hochwasserlinie des Tynes liegt. Ein Fundament hat eine Grundfläche von 34,4 × 10,7 m.
Die Fachwerkträger sind als Doppel-Warren-Fachwerk mit einer Gesamttiefe von 8,2 Metern und einem Abstand von 3,35 Metern ausgeführt. Die Fahrbahn ist 15,2 m breit, und das Gesamtgewicht der Stahlkonstruktion beträgt etwa 5820 Tonnen.
Die Vorlandbrücken sind als Steinbogenbrücken aus rotem Sandstein ausgeführt. Die viergleisige, nördliche Zufahrt besteht aus zehn gemauerten Bögen, die vom Westkopf des Bahnhofs Newcastle Central auf die Brücke führt. Die südliche Abfahrt besteht aus zwei Viadukten, von denen einer von der Hauptbrücke nach Westen und der andere nach Osten führt. Die westliche Abfahrt besteht aus drei Gleisen, die von der East Coast Main Line und der Newcastle and Carlisle Railway  benutzt werden. Die östliche Abfahrt ist eingleisig und führt zur Durham Coast Line.